# مایکل توماس براون
مایکل توماس براون (انگلیسی: Mike Brown؛ زادهٔ ۸ سپتامبر ۱۹۷۵) ورزشکار هنرهای رزمی ترکیبی اهل ایالات متحده آمریکا است. وی بین سال‌های ۲۰۰۱ تا ۲۰۱۴ میلادی فعالیت می‌کرد.